# 鶴乃一声
鶴乃 一声（つるの いっせい、1920年 - 没年不詳）は、昭和期に活躍した漫談家、司会者。本名は岡本 武三。
漢字表記は「鶴乃一声」「鶴の一声」「鶴乃一晴」「鶴野一晴」などの表記も見られる。

## 来歴・人物
1920年に大阪市に生まれる。父は田島町に住み司法所に勤めていた柳家鶴八といった。
戦時中から大阪府の慰問団の事務員、戦後派アメリカ駐留軍の慰問の事務員を従事。
その後司会者に転身。1958年に花菱アチャコに誘われ弟子入り丘武史を名乗る。1978年に鶴乃一声と改名。
没年不詳。

## 弟子
- 3代目港家小柳丸
- 河津吾郎

## 参考資料
- 現代上方演芸人名鑑（相羽秋夫）